# Griegos bizantinos
Los griegos bizantinos, o simplemente romanos orientales, eran los ciudadanos griegos o helenizados en la época medieval en el Imperio bizantino (también llamado Imperio romano de Oriente), centrado en Constantinopla, al sur de los Balcanes, las islas del mar Egeo, Asia Menor (actual Turquía), Chipre, el norte de Egipto y los grandes asentamientos de Levante.
Durante el Medioevo, los griegos bizantinos se autodenominaban como Ῥωμαῖοι (Rhōmaîoi, en español: «romanos») y Γραικοί (Graikoí, «griegos»), pero en la actualidad se les conoce como Βυζαντινοί Έλληνες (bizantinos o «helenos bizantinos»).
La estructura social de los bizantinos era principalmente rural, con una base agraria que consistía de campesinos y una pequeña parte de los pobres. Estos pobladores vivían en tres tipos de comunidades: las chorion o pueblos, las agradion o aldeas y los proasteion o estados. 
Muchos de los altercados civiles que ocurrieron durante el tiempo del Imperio bizantino fueron provocados por las facciones políticas en el Imperio, no por la gran cantidad de población que contenía. Los soldados que conformaban las fuerzas armadas del Imperio bizantino eran seleccionados de campesinos y eran entrenados cada año. Cuando comenzó el siglo XI, más de la mitad de estas fuerzas armadas eran hombres en armas o mercenarios profesionales.
Durante su tiempo, la educación de los griegos bizantinos era más avanzada que en el oeste, particularmente en la educación básica, resultando en altos niveles de alfabetismo en sus pobladores. Los mercaderes bizantinos eran personas exitosas que tenían una gran importancia en el comercio internacional. A pesar de su rivalidad con los mercaderes italianos, los mercaderes bizantinos mantuvieron su posición a lo largo de la segunda mitad de la existencia de su imperio. 
El clero también tenía una gran importancia, no solamente por la mayor libertad con la que contaban, a diferencia de su contraparte en el Occidente latino, ya que mantenían un patriarcado en Constantinopla que era considerado igual al papado. Esta posición de poder fue construida poco a poco, desde el nacimiento del Imperio, bajo el reinado de Constantino el Grande, entre los años 306 y 337, y únicamente el 10% de su población era cristiana.
La lengua utilizada por los bizantinos desde la época de Constantino había sido la griega, a pesar de que el latín era el lenguaje de los trámites administrativos. Durante el reinado del emperador Heraclio, entre el 610 y el 641, el griego fue el lenguaje dominante entre la población y sustituyó al latín en los trámites administrativos. En sus inicios, el Imperio bizantino tenía una población multicultural, sin embargo, con la pérdida de las provincias que no hablaban griego a lo largo del tiempo eventualmente los bizantinos fueron la población dominante. 
A medida que pasaban los años, la relación que mantenía el Imperio con el Oeste se fue deteriorando, especialmente con Europa occidental latina. Estas relaciones empeoraron por la ruptura entre la Iglesia católica del oeste y la Iglesia ortodoxa del este que había llevado a los bizantinos a ser juzgados como herejes por los latinos. En los últimos siglos del Imperio, especialmente después de la coronación como emperador occidental de Carlomagno en Roma en el año 800, los bizantinos no eran considerados por los europeos del oeste como los herederos del Imperio romano, sino como su contraparte del este. A pesar de ello, el Imperio bizantino siguió denominándose como romano, continuando con la sucesión de emperadores.

## Terminología

El águila de dos cabezas, emblema de la dinastía Paleólogo.

Durante la mayor parte de la Edad Media, los griegos bizantinos se identificaban como Rhōmaîoi (Ῥωμαῖοι, "«Romanos»", que se entendía como ciudadanos del Imperio romano), un término que en el lenguaje griego se había convertido en sinónimo como griegos cristianos. También se identificaban como Graikoí (Γραικοί, «Griegos»); el etónimo era usado con regularidad para referirse a ellos mismos, con excepción de la correspondencia política oficial de la Cuarta Cruzada de 1204.
El antiguo nombre Hellene era un sinónimo popular de pagano, y fue reutilizado como un etnónimo en el Imperio bizantino del siglo XI.
En el oeste el término "romano" había adquirido un nuevo significado relacionado con la Iglesia católica y el papa en Roma, mientras que para los griegos el término "Romaioi" mantenía su relación con los bizantinos del Imperio romano de oriente. Esta población se denominaban entre ellos Romaioi (Romanos), y el término de bizantinos fue un exónimo que fue aplicado después, por historiadores como Hieronymus Wolf. A pesar de ello, el término griegos bizantinos para Romaioi sigue siendo un tema controvertido.
La mayoría de los historiadores están de acuerdo en que las siguientes características eran las que definían a esta civilización: 1)El lenguaje, cultura y literatura Griega, 2) La tradición y ley Romana, 3) La fe cristiana ortodoxa. El término "Bizantino" fue adoptado por los académicos Occidentales cuando asumieron que cualquier cosa proveniente de roma es "Occidental", y por los Griegos nacionalistas modernos para dar sentido e identidad a los Griegos antiguos. A la fecha, los griegos siguen usando "Romaioi" y "Graikoi" para referirse a ellos mismos. Además de ello, El Imperio Romano del Este era en lenguaje y civilización, una sociedad Griega.
El alemán August Heisenberg (1869-1930) definió al Imperio bizantino como "El Imperio Romano Cristiano de la Nación Griega". El imperio era frecuentemente referido y conocido como el "Imperio de los Griegos" por los extranjeros y externos al mismo, gracias a la predominancia griega en el lenguaje, cultura y elementos demográficos.

## Perspectiva histórica
Los griegos bizantinos, conformando la prosperidad y el poder del Imperio en gran medida, poco a poco cayeron bajo el dominio de poderes extranjeros con el paulatino decaimiento del Imperio durante la Edad Media. En su mayoría cayeron bajo el reinado de los árabes musulmanes. Los bizantinos huían de sus tierras o eran dominados por nuevos monarcas musulmanes, recibiendo el estatus de Dhimmi. Durante los siglos siguientes, los cristianos sobrevivientes originarios del Imperio bizantino cambiaron a ser antioqueños griegos, melquitas o se unieron a sociedades de cristianos árabes, que aún existen en la actualidad.
En contraparte, otros bizantinos optaron por convertirse al Islam dando lugar a la turquificación, en especial en Anatolia.

## Sociedad
Mientras la movilización social en el Imperio bizantino era desconocida, el orden de la sociedad y los valores que se le exigían al hombre promedio eran propios de la corte de los cielos,  la misma que se intentó recrear en la Corte Imperial de Constantinopla. La sociedad incluía gente de todos los ámbitos sociales y culturales, ninguno siendo exclusivo o inamovible. Las clases más notorias de dichas cortes eran los pobres, los campesinos, los soldados, los maestros, empresarios y el clero.

### Los pobres
Según un texto que data del año 533 d. C., un hombre era denominado "pobre" si no tenía 50 monedas de oro (aurei), que era una cantidad modesta de dinero, mas no insignificante. Los bizantinos eran los herederos de los conceptos griegos de la caridad por el bien de la "polis"; a pesar de ello fueron los conceptos cristianos descritos en la Biblia los que promovieron los hábitos de donar, y específicamente ejemplos como el de Basil de Caesarea (equivalente griego de Santa Claus), Gregory de Nyssa y John Chrysotom.
La cantidad de ciudadanos pobres fluctuó durante los siglos en los que el Imperio bizantino existió, pero siempre se conservó un flujo constante de mano de obra para proyectos de construcción y gente para trabajar el campo. Los números sugieren un aumento a finales del siglo IV y V, ya que las invasiones bárbaras y el intento de evasión de impuestos provocó que la población rural se trasladara a las ciudades.
Desde tiempos de Homero, existían ciertas categorías de pobreza: los ptochos (Griegos: πτωχός, "pobres pasivos") que eran de menor categoría que los penes (Griego: πένης, "pobres activos"). Estos formaron la mayoría de la infame muchedumbre de Constantinopla, cuya función era similar a la de la Primera Roma. A pesar de que se encuentran documentadas manifestaciones originadas por los pobres, la mayoría de las acciones de descontento civil son atribuidas a las facciones de Hippódromo, como los Verdes y los Azules. Los pobres conformaban un porcentaje considerable de la población, pero incitaron a los cristianos a crear una larga red de hospitales (Griego: ιατρεία, iatreia) y asilos, como un modelo religioso y social que estaba centrado en la idea de que la existencia de los pobres había sido provocada por los cambios en la sociedad provocados por la comunidad cristiana.

### Campesinado
No hay información exacta acerca de la cantidad de campesinos que había, pero se asume que la mayoría de los habitantes del Imperio bizantino vivían de forma rural y en áreas agrarias. En el Taktika del emperador León VI el Sabio (886-912), las profesiones que definían la forma de vida y eran el eje central de la población eran los campesinos (Griego: γεωργική, geōrgikē) y los soldados (Griego: στρατιωτική, stratiōtikē). La razón para ello era que la mayoría de la comida del Imperio era producida por los campesinos, así como la mayor fuente de impuestos.
La mayoría de los campesinos vivían en pueblos, cuyos nombres cambiaron paulatinamente del término clásico kome (Griego: κώμη) al nuevo término chorio (Griego: χωριό). A pesar de que la agricultura y la ganadería eran las ocupaciones más comunes de los campesinos, no eran las únicas opciones. Existen registros de que en el pueblo de Lampsakos, situado en la costa este de Hellespont, 173 eran clasificados como campesinos, mientras que otros 60 clasificados como urbanos tenían otras profesiones de carácter más auxiliar.
El Tratado de los Impuestos, preservado en la Biblioteca Marciana en Venecia, distingue entre 3 tipos de asentamientos, el chorion (Griego: χωρίον) o pueblo, el agridion (Griego: αγρίδιον) o aldea, y el proasteion (Griego: προάστειον) o estado. Según registros del pueblo de Aphetos en el siglo XIV, donado al monasterio de Chilandar, el promedio de la propiedad de los terrenos era de solamente 3.5 modioi (0.08 ha). Los impuestos para las poblaciones rurales incluidos el kapnikon (Griego: καπνικόν) o impuesto de fogaje, el synone (Griego: συνονή) o pago frecuente afiliado con el kapnikon, el ennomion (Griego: εννόμιον) o impuesto de pastaje, y el aerikon (Griego: αέρικον, que significa "del viento") que depende de la población de los pueblos y el rango variaba entre 4 a 20 monedas de oro anualmente.
La dieta de los campesinos consistía principalmente de grano y cereales, mientras que en las comunidades que estaban en los puertos vivían principalmente de pescado. Pan, vino y las aceitunas eran importantes pilares de la dieta de los soldados bizantinos que estaban en campañas, comiendo pan seco llamado paximadion (Griego: παξιμάδιον). En la antigüedad como en tiempos modernos, los cultivos más comunes eran choraphia (Griego: χωράφια) eran de aceitunas y viñedos. Cuando Luitprando de Cremona, un visitante italiano, encontró la forma en que se irrigaba el vino griego saborizado con resina, cosa que admiraban las contrapartes de la cultura griega de otras regiones.
A pesar de que la caza y la pesca eran actividades comunes entre los campesinos, la caza era principalmente en defensa del ganado y los cultivos. La apicultura era una actividad apreciada y altamente desarrollada, desde el origen con los griegos hasta el final del Imperio bizantino. Además de la agricultura, los campesinos también trabajaron como herreros (Griego: χαλκεύς, chalkeus), sastres (Griego: ράπτης, rhaptes) y zapateros (Griego: τζαγγάριος, tzangarios).

### Soldados
Durante el milenio que abarcó el Imperio bizantino, hubo pocos periodos en los que no hubiera campañas militares presentes. Los soldados eran una parte común de la vida diaria, mucho más que en las sociedades Occidentales modernas. Es difícil diferenciar entre los soldados romanos y bizantinos desde una perspectiva organizacional, es más sencillo hacerlo desde un perfil social. Los libros militares conocidos como Taktika continuaron una tradición helénica y romana, y contenían información valiosa acerca de la forma de vida, hábitos, costumbres y apariencia de los soldados.

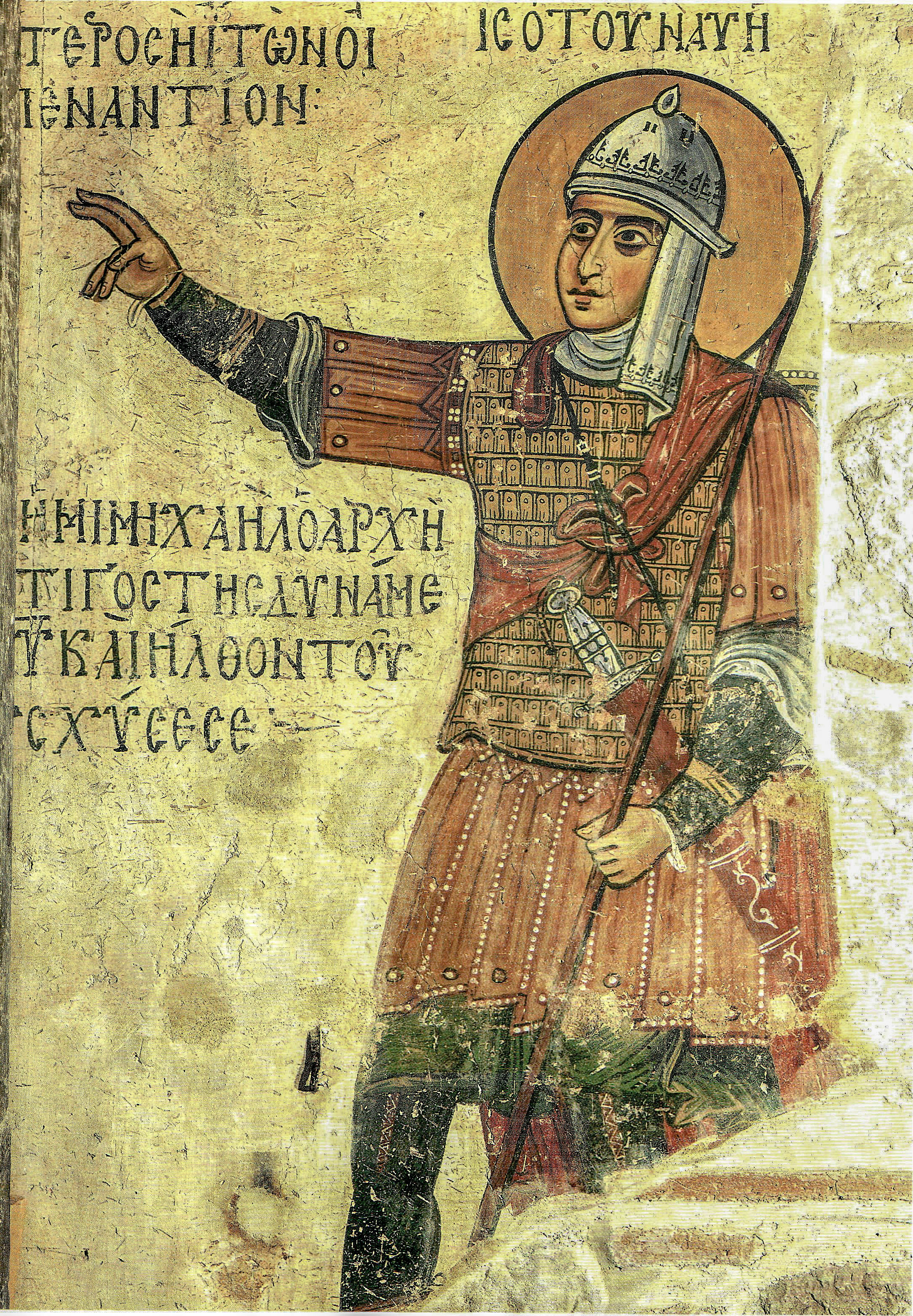
Un soldado usando un klivanion y una espada spathion.

Similar a la situación de los campesinos, los soldados tenían profesiones secundarias, como médicos o técnicos. La selección para el servicio militar era anual con llamados durante el invierno, donde se ejercían grandes eventos militares y esto era una parte fundamental de la vida de los soldados.
Hasta el siglo XI, la mayoría de los reclutas eran escogidos de áreas rurales, mientras que los reclutas para mercaderes o artesanos sigue teniendo orígenes inciertos. De ahí en adelante, los reclutadores profesionales sustituyeron a las antiguas formas, además de que contratar mercenarios era demasiado costosos para el gobierno. A partir del siglo X en adelante, existían leyes que relacionaban el ser propietario de tierra y el servicio militar. Aunque el estado nunca asignó el pago de los servicios militares con tierra, la mayoría de los soldados usaban su pago para comprar terrenos y el gobierno haría menores cobros de impuestos en estos casos. Algo que si exigía el estado a partir del siglo XII eran los impuestos por algunas propiedades llamadas pronoiai (Griego: πρόνοιαι). Como en la antigüedad, la comida que básica que recibían los soldados era un pan seco, que antes llamado boukelaton ahora se llamaría paximadion.

### Profesores
La educación bizantina era el producto de la tradición griega educativa que se remontaba al siglo V a. C. La organización educativa consistía en un tripartito, es decir, contaba con 3 partes que se formaron durante la era Helénica, mismos que se mantuvieron vigentes adoptando ciertos cambios, terminando con la caída de Constantinopla. Las etapas de educación eran primaria donde los estudiantes estaban de los 6 a los 10 años.

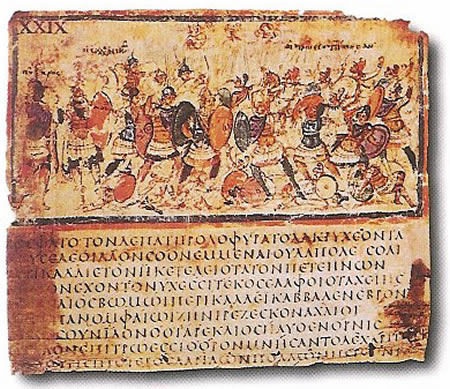
Una página del o de la Ilíada, usada para enseñar gramática.

Secundaria, que abarcaba de los 10 hasta los 16 y la educación superior.
La educación primaria estaba al alcance de la mayoría de los ciudadanos del Imperio bizantino, no solo en las ciudades, sino en el campo. Esto contribuyó al alto grado de alfabetismo que era característico de Europa occidental, por lo menos hasta el siglo XII. La educación secundaria estaba reservada para ciudades más grandes y la educación superior era exclusiva de Constantinopla.
Los profesores de las escuelas primarias estaban en una posición social baja y daban lecciones simples de relatos fantásticos (Las fábulas de Aesop era comúnmente utilizado). A pesar de ello, los profesores de gramática y retórica de las otras dos partes de la educación eran más respetados. Estos profesores usaban textos griegos clásicos como la Ilíada de Homero o la Odisea, mismos que analizaban palabra por palabra para las explicaciones. Los libros eran caros y escasos, por lo que normalmente solo los profesores que enseñaban con ellos poseían alguna copia.

### Mujeres

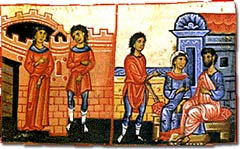
Escenas del matrimonio y la vida familiar en Constantinopla.

El estudio de las mujeres bizantinas ha sido poco profundo debido a la escasa información y registros acerca de las mismas en la sociedad de esos tiempos. Las mujeres estaban en desventaja en algunos aspectos como su estatus social, acceso a la educación y su poca libertad para viajar. La vida de una mujer griega podía dividirse en 3 partes, niñez, maternidad y viudez.
La niñez era corta y peligrosa, mucho más para las niñas que para los niños. Los padres celebraban el doble el nacimiento de un niño que el de una niña, y existe evidencia de infanticidio por medio de abandono y asfixia, a pesar de que esto estaba en contra de las leyes civiles y canónicas. Las oportunidades educativas para las pequeñas eran reducidas, no podían asistir a las escuelas normales y en caso de recibir educación debía ser por medio de un tutor en casa. Con muy pocas excepciones, la educación estaba limitada a saber leer la Biblia. Una excepción famosa de esto era la princesa Ana Comneno, cuya Alexiada demostraba un alto grado de educación. La mayoría de las jóvenes tenían una vida casera haciendo labores agrarias, preparándose para el matrimonio.
Para la mayoría de las mujeres, la niñez terminaba cuando comenzaba su pubertad, seguida de un corto periodo de búsqueda y finalmente el matrimonio. A pesar de que el matrimonio fuera acordado por la familia por regla, el matrimonio por amor no era algo raro. La mayoría de las mujeres tenían muchos hijos pero pocos de ellos sobrevivían a la infancia, cosa que hacia que los duelos fueran parte de la vida diaria. El control natal era principalmente por abstinencia, sin embargo existe evidencia de algunas otras formas, pero eran usadas principalmente por prostitutas.
Por normas de decencia, las mujeres debían tener todo el cuerpo cubierto  a excepción de las manos. La mayoría de las mujeres pobres usaban túnicas simples, y la mayoría eran obligadas a usar un maphorion (Griego: μαφόριον), un velo para cubrir el cabello. A diferencia de ellas, las mujeres de buenos recursos gastaban grandes cantidades de dinero para adornar sus túnicas con piedras preciosas y telas de mejor calidad. Los divorcios eran difíciles de obtener, sin embargo la ley los permitía. Es sabido que muchos esposos golpeaban a sus mujeres, aunque se conoce de casos en los que las mujeres eran quienes golpeaban a los maridos, así como Theodoro Prodromo describe en algunos de sus poemas.
A pesar de que la expectativa de vida de las mujeres en el Imperio era menor que la de los hombres por la común muerte dando a luz, las guerras y los hombres casándose con mujeres mayores hacían de la viudez algo común. A pesar de todas las limitaciones que tenían, había muchas mujeres con profesiones como artistas, mercaderes, comediantes y eruditas.

### Empresarios
La visión tradicional de los empresarios bizantinos como faltos de innovación y benefactores de la ayuda del gobierno ha comenzado a cambiar, en una visión de gente productiva. La clase mercante, especialmente la de Constantinopla, se volvió una fuerza política y social con tal fuerza que hubo momentos en los que dicha clase pudo amenazar al emperador, durante los siglos XI y XII. Esto fue logrado gracias a la eficiencia en el uso del crédito y otras innovaciones monetarias atribuidas a estos mercantes. Los mercantes invertían en productos financieros que llamaban (Griego: χρεοκοινωνία), el equivalente a lo que después los italianos llamarían commenda.

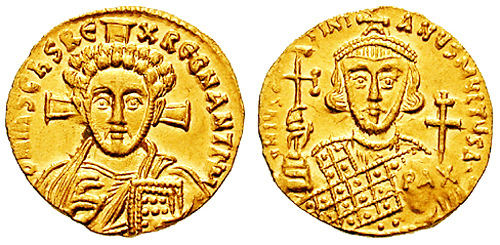
Oro sólido de Justino II, 4.42 gramos 692.

Con el paso del tiempo el poder adquisitivo de los mercantes y empresarios bizantinos llegó a ser tal que podía influir sobre los precios en mercados lejanos como El Cairo y Alejandría. Como un reconocimiento a su influencia y triunfos, los emperadores les otorgaron el derecho de convertirse en miembros del senado, logrando por fin integrarse a la élite que gobernaba. Esto terminó a finales del siglo XI cuando los cambios políticos propiciados por la aristocracia les permitieron asegurar el trono por más de un siglo. Al terminar esto, los mercantes volvieron al poder durante la Tercera Cruzada.
La razón por la que estos mercaderes no son reconocidos por los historiadores no se originaba por su falta de capacidad, sino por la rivalidad que mantenían con las otras clases de élite que gobernaban. La historia era escrita por gente que obedecía órdenes del gobierno, mismo que sentía celos si algún mercader exitoso se comparaba o incluso superaba la influencia que podía ejercer. Estos mercaderes superaron a sus homólogos italianos, ya que la violencia de los italianos siempre les trajo problemas y sus negociaciones podían verse afectadas por esta razón.

### Clérigo
A diferencia de Europa Occidental donde los sacerdotes no tenían tanto contacto con la gente común, el clérigo del Imperio Romano del Este permanecía en constante contacto con la sociedad. Los aspirantes al clero y subdiáconos eran tomados de cualquier lugar y se esperaba que tuvieran poco más de 20 años, los sacerdotes y cardenales se esperaba que tuvieran por lo menos 30 años. A diferencia de la iglesia latina, la bizantina permitía a su clérigo casarse, siempre y cuando esto hubiera sucedido antes de empezar su labor. Los sacerdotes y cardenales debían seguir solteros.
Mientras que la jerarquía religiosa era una contraparte de las divisiones administrativas del imperio, el clérigo estaba presente en más asuntos que la gente del emperador. El problema del poder caesar/papa, normalmente asociado al imperio Bizantino, es ahora entendido como una simplificación excesiva de las condiciones del Imperio. Para el siglo V, el patriarca de Constantinopla era reconocido como el patriarca más importante entre los 4 patriarcas con posiciones similares, con un estatus igual al del Papa en Roma.
Las provincias eclesiásticas eran llamadas eparchies y estaban al cargo de arzobispos que supervisaban a sus subordinados obispos o episkopoi. Para la mayoría de la gente el sacerdote de su parroquia o papas (de la palabra griega para "padre") era la figura más reconocible y querida del clérigo.

## Cultura

### Lenguaje

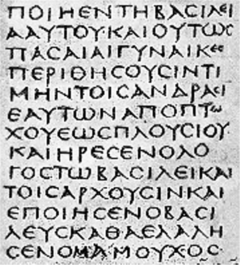
Manuscripto del, manuscrito Spetuagnit.

Linguisticamente, Grecia medieval está situada entre la fase Helenística (Koine) y las fases modernas del lenguaje. Desde la antigua era helenística, Grecia ha sido la lengua hablada por las élites educadas del Este Mediterráneo, hablada como lengua materna en el sur de los Balcanes, las islas Griegas, Asia menor y las antiguas colonias Helénicas griegas en el sur de Italia, el mar negro, Asia Occidental y el Norte de África.
Al comienzo del Milenio Bizantino, el koine (Griego: κοινή) se mantuvo como la base para el Griego hablado y la escritura Cristiana, mientras que el Griego Ático era el lenguaje de los filósofos y los oradores.
A medida que la Cristiandad se volvió la religión dominante, el Ático comenzó a ser usado en las escrituras griegas además de que usualmente se intercalaba con koine Griego. A pesar de esto, del siglo VI al siglo XII, el Ático permaneció relacionado al sistema educacional; mayores eran los cambios del lenguaje a medida que se acercaban los periodos medios del Imperio bizantino.
La población del Imperio Bizantino, al menos en las etapas iniciales, tenían una variedad de lenguas madres, incluyendo al Griego. Estas incluían al latín, aramaico, cóptico, y las lenguas caucásicas, mientras que Cyrilo Mango también cita evidencia de bilingüismo en el sur y sureste. Estas influencias, así como los antecedentes del árabe, celta, alemán, turco y eslavo, le dieron a Grecia medieval muchas palabras de otros idiomas que han sobrevivido hasta el griego moderno. Del siglo XI en adelante, hubo un incremento del uso literario de uso popular.
Después de la Cuarta Cruzada, huno un incremento con el contacto al Occidente, y la lingua franca de comercio se volvió el Italiano. En los Imperios de las cruzadas una educación clásica (Griego: παιδεία, paideia) dejó de ser un sine qua non del estatus social, ocasionando el incremento de la lengua popular. Desde esta era muchas obras en el idioma popular fueron escritas por gente con un profundo estudio en la educación clásica. Un ejemplo famoso de esto son los cuatro poemas Ptochoprodómicos, atribuidos a Theodoros Prodromos. Del siglo XIII al siglo XV, los últimos siglos del Imperio, existen muchas obras que incluyen lamentos, fábulas, romances y crónicas escritas fuera de Constantinopla, escritas en un idioma popular designado por los estudiosos como el "Koine Bizantino".
La gran variedad de palabras y uso del idioma griego como un idioma popular, con sus inicios en la antigua Grecia, continuo durante el reinado Otomano y persistió hasta la Grecia moderna, hasta 1976. El Koine Griego siguió siendo el idioma oficial de la Iglesia Griega Ortodoxa. Como se muestra en los poemas de Ptochoprodromos, una etapa temprana de Grecia moderna ya se había definido el rumbo del Griego desde el siglo XII. El griego vernáculo siguió siendo referido como "Romaico" hasta el siglo XX.

### Religión
La conversión de Grecia al cristianismo fue más rápida y sencilla que en el resto de provincias del Imperio, ya que dentro de la religión étnica griega se había empezado a tornar monoteísta siglos antes de la llegada del cristianismo, empezando a cuajar primero en los filósofos, y después en nobles y plebeyos la idea de un Dios Creador del Universo, el Demiurgo, y el resto de titanes, dioses y dioses menores serían sus hijos o facetas en la vida de los humanos (siendo equiparados más adelante por los cristianos con figuras de su religión, el Demiurgo sería el Dios Padre y los Dioses nacidos de este, serían los ángeles y/o santos), resultando de esta evolución religiosa el surgimiento de una nueva corriente filosófica, el neoplatonismo (no es coincidencia que los creadores de la filosofía cristiana fuesen neoplatónicos). Constantino I el Grande, que fue criado en Grecia por Diocleciano, "bebió" de esta nueva filosofía, consiguiendo que al ascender al púrpura (convertirse en Emperador) y por ende, convertirse en el Pontifex Maximus (el actual Papa) (quien era responsable del cultus o veneratio correcto de la deidad que fuera la oficial de las creencias romanas) para que la nueva filosofía y con ella el cristianismo, empezasen a detentar el poder intelectual, religioso y político. El cambio de las viejas deidades a las nuevas a las nuevas implicó nuevos elementos en la vida cotidiana y la ruptura con viejas costumbres, como el arte pagano que fue destruido por el sello cristiano.

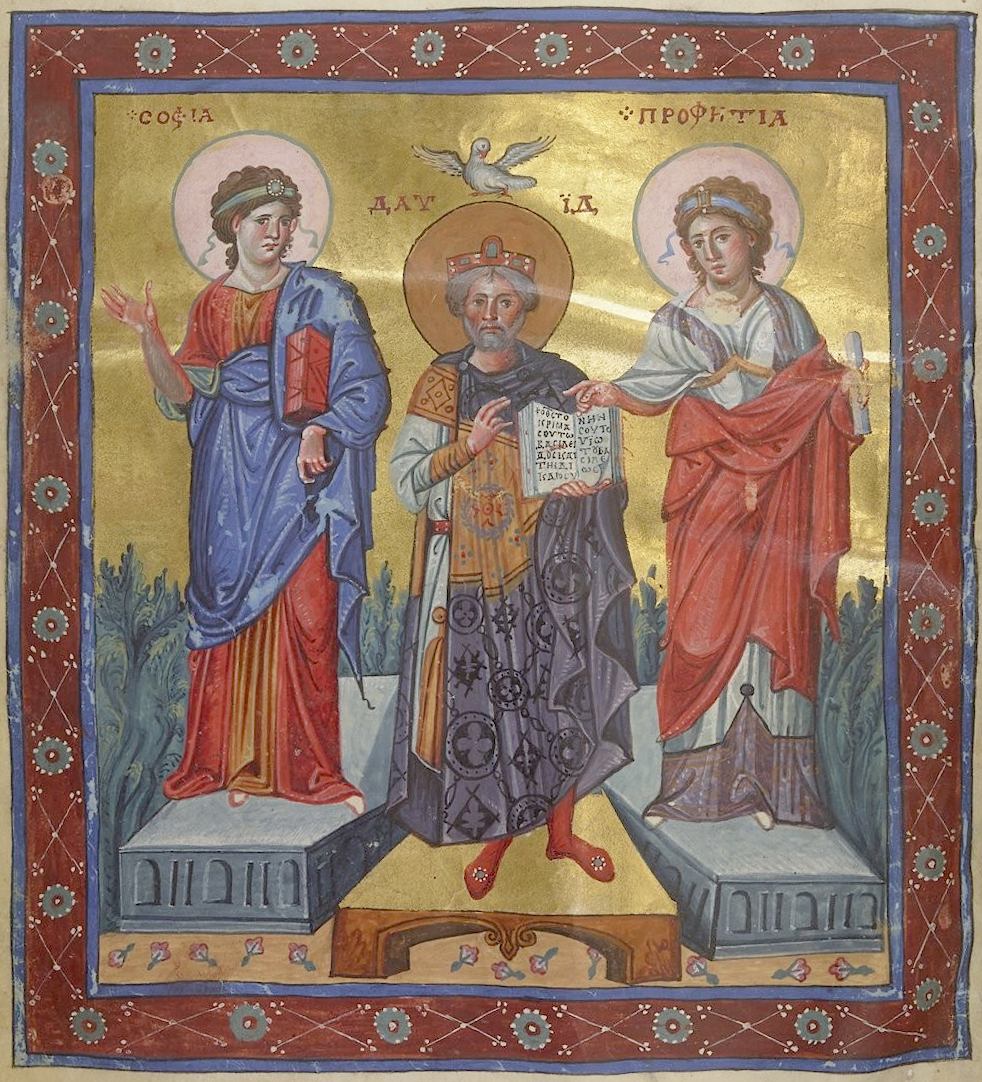
El rey David en la morada Imperial.

La cristiandad llevó al desarrollo de fenómenos que serían característicos del Imperio bizantino. Uno de los más representativos fue la gran conexión entre estado e iglesia, un legado del cultus Romano. Además, la creación de la filosofía cristiana guiaba a los ciudadanos en su vida cotidiana. Todas estas características definieron el carácter de Grecia Bizantina y las percepciones que tendrían de ellos mismos y otros.
La supervivencia del Imperio en el Este aseguró un rol activo del emperador en los asuntos religiosos. El estado bizantino heredo de sus antepasados paganos la rutina organizacional religiosa administrativa y financiera, y estas costumbres se aplicaron a la Iglesia cristiana. Siguiendo las rutas planteadas por Eusebius de Caesarea, los bizantinos consideraban al emperador como el mensajero representante de Cristo, responsable particularmente de la propagación del cristianismo entre los paganos y externos a la religión. El rol imperial en los asuntos de la iglesia, sorprendentemente, jamás definió un sistema legal.
Gracias al decaimiento de roma y la pugna entre los patriarcados occidentales, la iglesia de Constantinopla llegó a ser, entre los siglos VI y XI, el centro de cristiandad más rico e importante. A pesar de que el Imperio bizantino era solo un recuerdo del gran poder que alguna vez representó, la iglesia, como una institución, ejercía mucha influencia en asuntos internos del imperio y en externos con el resto del mundo. Como afirma George Ostrogorsky:
"El patriarcado de Constantinopla continuo siendo el centro del mundo ortodoxo, con subordinados metropolitanos y arzobispos en el territorio de Asia menor y los Balcanes, ahora separados del imperio, como también es el caso del Cáucaso, Rusia y Lituania. La iglesia siempre fue el elemento más estable del Imperio bizantino."
En términos religiosos, Macedonia Griega Bizantina es también un factor importante ya que fue la casa de los santos Cirilo y Metodio, dos hermanos griegos de Thessalonika (Salonika) que fueron enviados en una misión financiada por el estado para evangelizar a los eslavos de los Balcanes, Europa central y Europa del Este. Esto impulsó a los hermanos a traducir la Biblia cristiana al lenguaje de los eslavos, para lo cual inventaron un alfabeto que sería conocido como el antiguo eslavo de la iglesia. En el proceso, esto otorgó a los hermanos el estatus de pioneros de la literatura eslava y como los primeros que introdujeron la civilización bizantina y la cristiandad ortodoxa a los eslavos paganos.

## Percepciones

### Autopercepción
En el imperio Bizantino, un griego o un ciudadano helénico era normalmente llamado Rhōmaîos (Ῥωμαῖος), que era el primero en oponerse a un foráneo, ethnikós (Greek: ἐθνικός). Los griegos bizantinos eran y se percibían a sí mismos como los descendientes de los Griegos Clásicos

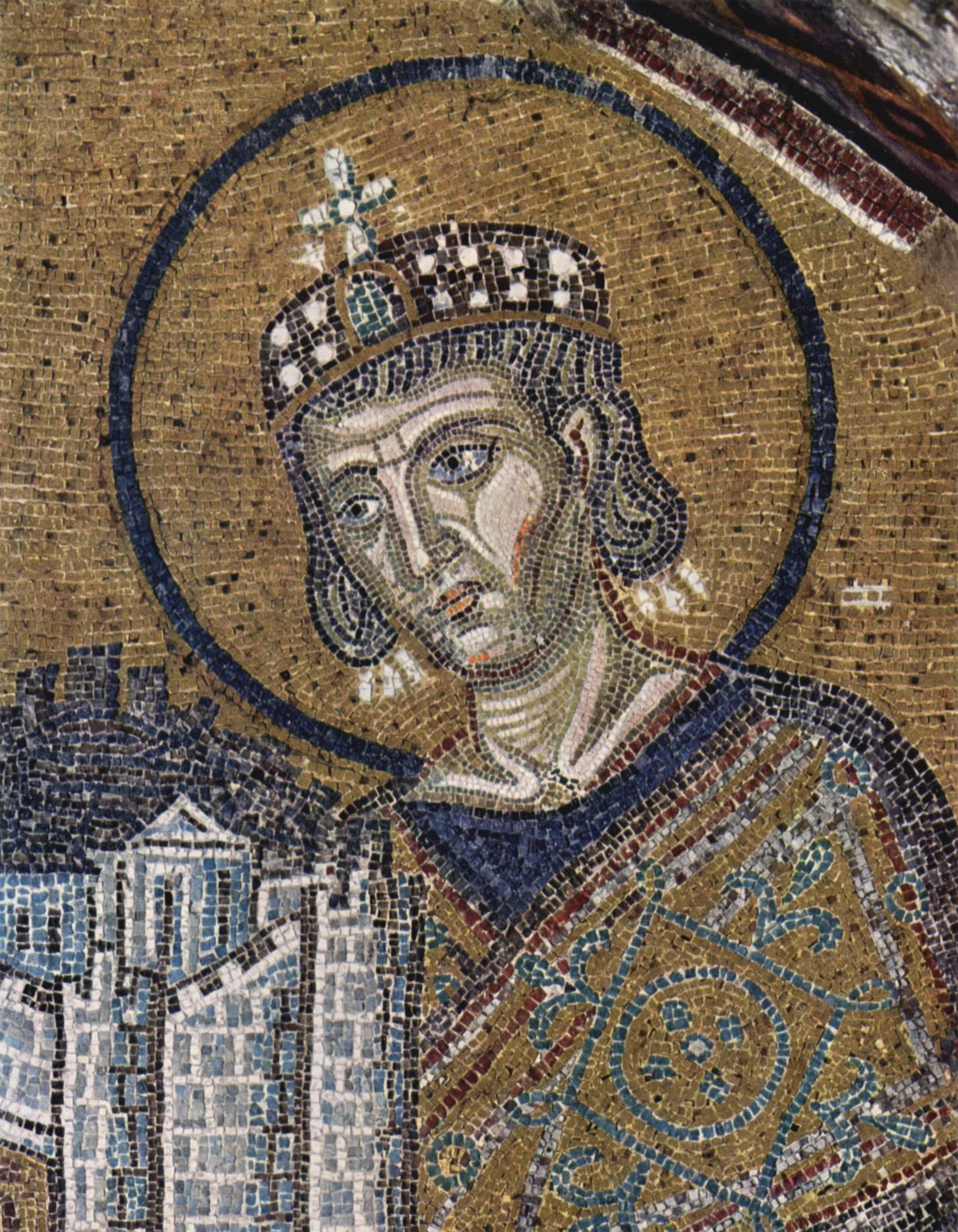
Constantino el Grande presenta Constantinopla a la Virgen María.

, los herederos políticos del Imperio Romano, y los seguidores de los Apóstoles. Con esto, el sentido de "Romanidad" era diferente de otros contemporáneos Occidentales. "Romaic" era el nombre el lenguaje vulgar Griego, a diferencia de "Helénico" que era la forma literaria doctrinal. "Griego" (Γραικός) se había convertido un sinónimo de "Romano" (Ῥωμαῖος) y "Cristiano" (Χριστιανός) para referirse a un cristiano griego del Imperio Romano del Este. Siempre existió un rechazo, negligencia e indiferencia hacia todo aquello que no fuera Griego, ya que se convertía en algo "bárbaro".

#### Discursos Oficiales
En los discursos oficiales, "todos los habitantes del Imperio eran súbditos del Emperador, lo que los hacía Romanos". Aunque la definición de Rhōmaios era "político o estadístico".  Para ser reconocido como un verdadero e incuestionable "Romano", era necesario ser un Griego Ortodoxo, hablar Griego. A pesar de ello, la uniformidad que se originó con estos rasgos no fue suficiente como para borrar algunas diferencias culturales, sin embargo no era lo que pretendían. El mayor halago que podía ofrecerse a un externo o un ciudadano que no era romano era llamarlo andreîos Rhōmaióphrōn (ἀνδρεῖος Ῥωμαιόφρων, una persona de pensamiento romano).

#### Identidad Regional
A menudo, la identidad geográfica podía sobreponerse a la de Rhōmaios. El término xénos (Griego: ξένος) y exōtikós (Griego: ἐξωτικός) significaban "personas foráneas a las comunidades locales", a pesar de que si eran o no del mismo Imperio bizantino. "Cuando una persona estaba fuera de casa era un extraño y era tratado con cautela y sospecha. Un monje del Occidente de Asia menor que llegaba a un monasterio en el Ponto era tratado como un extraño por todo el mundo. El trato entre personas de diferentes regiones era hostil".

### Renacimiento del Helenismo
Desde un punto de vista evolutivo, el Imperio bizantino era un imperio de diferentes etnias y culturas que había emergido como el Imperio Cristiano, que muy pronto puso en aprietos el Imperio Helénico del Este, y terminó su historia milenaria en el año 1453, como un estado Griego Ortodoxo: un Imperio que se convirtió en una nación, casi comparándose con una del mundo moderno. La presencia de una rica cultura literaria fue también un factor fundamental entre el Griego del Este y el Latín del Oeste y la educación de ambos. Era un Imperio multicultural donde el elemento Helénico era predominante, especialmente en el periodo final.
El idioma común y el estado, los marcadores de identidad que se convertirían en la base fundamental del nacionalismo surgido en Europa del silo XIX, por accidente, fueron un factor común y determinante en el periodo medieval de la historia griega. Al principio del siglo XX, ciertos intelectuales griegos bizantinos empezaron a usar el antiguo etiónimo Griego Héllēn (Griego: Ἕλλην) para describir la civilización del Imperio bizantino.
Durante etapas posteriores del Imperio bizantino, el emperador Teodoro I Láscaris (r. 1205-1222) intentaron revivir la tradición helénica promoviendo el estudio de la filosofía, ya que desde su opinión existía el peligro de que la filosofía "pudiera abandonar a los griegos para buscar refugio en los Latinos". En una carta al papa Gregorio IX, el emperador Juan III Ducas Vatatzés (r. 1221-1254) afirmaba que se le había otorgado el regalo de la realeza de Constantino el Grande, y puso especial énfasis en su descendencia "Helénica", exaltando la sabiduría de la gente Griega. Él estaba presentado a la cultura helénica como una parte integral del imperio Bizantino como una forma de desafiar las afirmaciones Latinas.
Los griegos bizantinos siempre se habían sentido superiores por ser los herederos de una civilización más antigua, pero esas identificaciones étnicas no habían sido políticamente populares hasta ese momento. Con ello, en el crecimiento del poder de Venecia y Génova en el Este del Mediterráneo, asociaciones con Helénicos tomaron una gran raíz de la élite Bizantina, guiados por un deseo de diferenciarse del Occidente latino y tener una propia autoridad como Griegos.
Algunas afirmaciones de la asociación del helenismo continuaron y se incrementaron durante la dinastía de los Paleólogos. Los estudioso, profesor y traductor, John Argyropoulos, dirigiéndose al emperador Juan VIII Paleólogo (r. 1425-1448) como "Rey sol Helénico" e incitó al último emperador bizantino, Constantino XI (r. 1449- 1453), a proclamarse a sí mismo como "Rey de los Helénicos". Durante este mismo periodo, el filósofo neo-platónico y heleno George Gemistos Plethon promovió "Somos Helénicos por raza, cultura y religión", y propuso el renacimiento del Imperio bizantino siguiendo un sistema utópico Helénico centrado en Mystras. Según el historiador George Spharantzes, poco antes de la caída de Constantinopla, el último emperador bizantino incitó a sus soldados a recordar que eran descendientes de griegos y romanos.

### Percepción Occidental

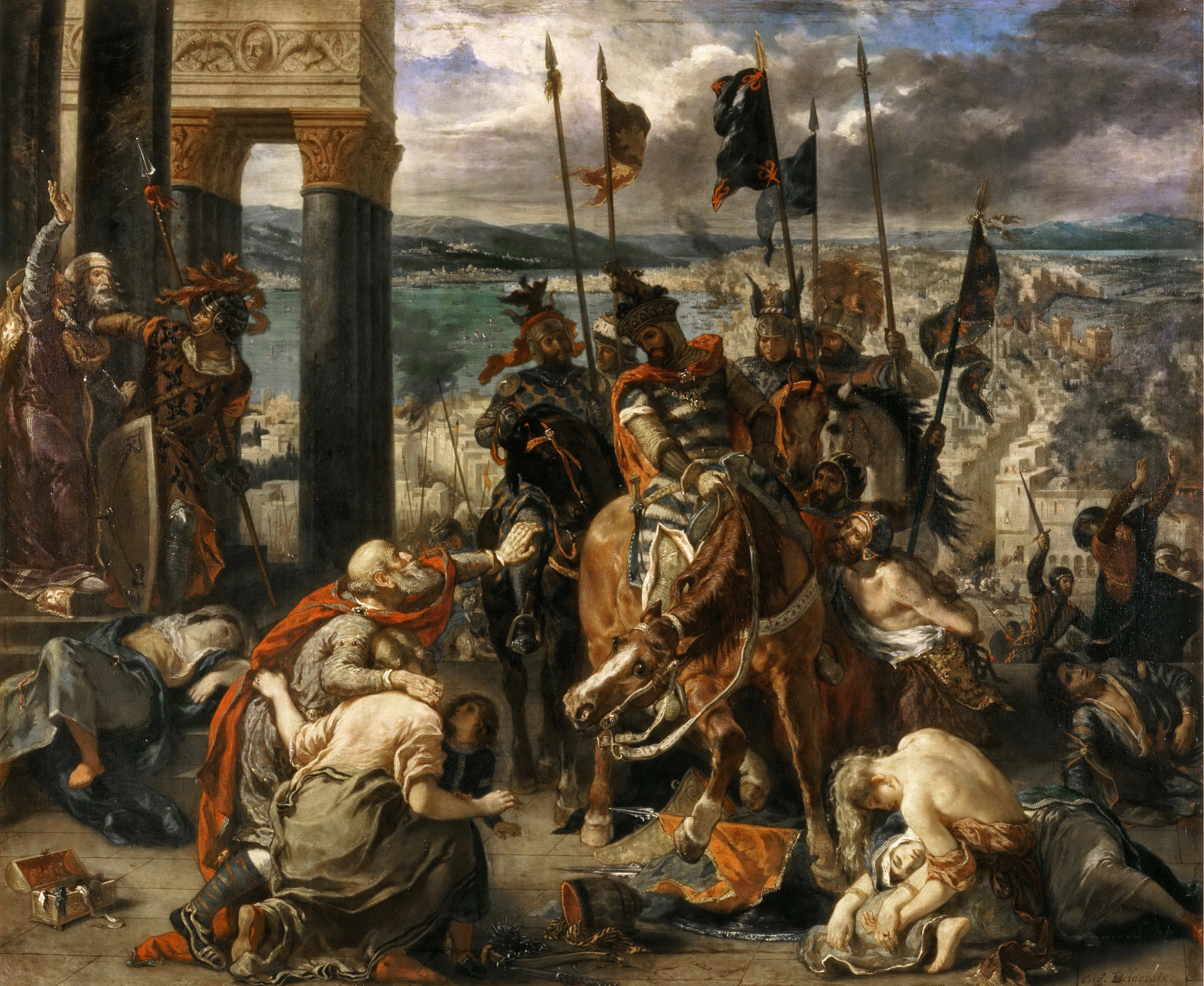
La entrada de los Cruzados a Constantinopla, por Eugène Delacroix, 1840.

A los ojos de Occidente, después de la coronación de Carlomagno, los bizantinos no eran reconocidos como los herederos del Imperio romano. Los bizantinos eran más bien percibidos como la continuación corrupta de la antigua Grecia, y eran frecuentemente referidos como el Imperio de los Griegos. Estas negaciones de la herencia del Imperio Romano darían lugar al primer resentimiento de los Griegos hacia los "Latinos" o "Francos", así como los llamaban los Griegos.
La opinión popular occidental se ve reflejada en el Transalio militae, escrita por un autor latino anónimo que afirma que los griegos habían perdido su valor y su buena educación, que hacía un contraste con los griegos bizantinos contemporáneos, que generalmente eran vistos como gente pacífica y mediocre. Con esta reputación, parece extraño a ojos modernos que las continuas operaciones militares bizantinas, que eran una parte fundamental de las fuerzas armadas y la política externa, estuvieron en contra de las fuerzas del Islam y los Estados Islámicos a partir del siglo VIII, que después se convertirían en diplomacia.